# Wendy Hiller
Wendy Margaret Hiller, född 15 augusti 1912 i Bramhall, Stockport, Greater Manchester (i dåvarande Cheshire), död 14 maj 2003 i Beaconsfield, Buckinghamshire, var en brittisk skådespelare.

## Biografi
Wendy Hiller var en av Englands genom tiderna främsta karaktärsskådespelerskor, med oefterhärmlig röst.
Hon framträdde på scen från 18 års ålder. År 1935 gjorde hon omedelbar succé i London i Love on the Dole, en framgång som hon upprepade på Broadway påföljande år. 
Hiller filmdebuterade 1937. Hon spelade huvudsakligen på scen, men de filmroller hon gjorde är minnesvärda. Hon erhöll en Oscar för bästa kvinnliga biroll 1958 för sin roll som den modfällda, ensamma kvinnan i Vid skilda bord.
Wendy Hiller adlades 1975.

## Filmografi i urval
- 1937 – Pygmalion
- 1941 – Major Barbara
- 1945 – Det hände i Skottland
- 1958 – Vid skilda bord
- 1960 – Söner och älskare
- 1966 – En man för alla tider
- 1969 – David Copperfield
- 1974 – Mordet på Orientexpressen
- 1976 – De fördömdas resa
- 1980 – Elefantmannen
- 1983 – Kungsfiskaren (TV-film)
- 1984 – Attracta (TV-film)
- 1985 – Hjärtats död (TV-film)
- 1987 – En kvinnas passion
- 1987 – Anne på Grönkulla 2